# Ги, Кара
Кара Ги (англ. Cara Gee; род. 2 сентября 1983, Калгари, Альберта) — канадская актриса театра, кино и телевидения, менее известна как актриса озвучивания. Высокую оценку получили её роли Лины Мэхикан в драме «Империя грязи», Кэт Лавинг в сериале-вестерне «Странная империя» и Камины Драммер в научно-фантастическом сериале «Пространство», в котором её героиня получила куда более важное значение, чем в книжном первоисточнике.

## Биография
Кара Ги родилась 2 сентября 1983 года в городе Калгари (Канада), выросла в коммуне Бобкайджон. Принадлежит к народности оджибве.
Изучала актёрское мастерство в Виндзорском университете, там же изучала английский язык, получила степень бакалавра изящных искусств по актёрскому мастерству.
Карьеру киноактрисы начала в 2010 году, снявшись в небольшой роли в малоизвестном короткометражном фильме Gingerlip Kids. Два года спустя появилась в одном эпизоде телесериала «Кинг», а в 2013 году сыграла главную роль в полнометражной ленте «Империя грязи» — за неё она получила признание от нескольких кинофестивалей. После этого успеха продолжила достаточно активно сниматься, и по состоянию на октябрь 2023 года Ги появилась в примерно трёх десятках фильмов и сериалов. В связи со своим происхождением и характерной внешностью обычно играет соответствующие роли — индианок.
В 2020 году Forbes сказал о Ги: «одна из самых выдающихся женщин из числа коренных народов в индустрии развлечений».

### Личная жизнь
В интервью в конце 2012 года Ги сказала, что «живёт со своим бойфрендом, актёром Калебом Александером, с которым познакомилась в 2010 году».
В интервью в сентябре 2014 года Ги сказала, что «живёт очень скромно со своим женихом, актёром Калебом Александером».
В начале 2021 года находилась на восьмом месяце беременности.

## Награды и номинации
С полным актуальным списком кинематографических наград и номинаций Кары Ги можно ознакомиться на сайте IMDb.
- 2013 — Кинофестиваль в Торонто — «Лучший канадский полнометражный фильм — Специальная награда жюри» за роль в фильме «Империя грязи[англ.]» (совместно с двумя другими актрисами) — победа.
- 2014 — Canadian Screen Awards[англ.] в категории «Лучшая актриса главной роли» за фильм «Империя грязи» — номинация[16].
- 2014 — American Indian Film Festival[англ.] в категории «Лучшая актриса» за фильм «Империя грязи»  — победа.

## Фильмография

### Широкий экран
- 2013 — Империя грязи[англ.] / Empire of Dirt — Лина Мэхикан
- 2017 — Мы забыли расстаться[англ.] / We Forgot to Break Up — Айсис Вонг
- 2017 — Кармилла[англ.] / The Carmilla Movie — Эмили Бронте
- 2018 — Земля птиц / Birdland — Хейзел Джеймс
- 2020 — Зов предков / The Call of the Wild — Франсуаза
- 2022 — Кости воронов[англ.] / Bones of Crows — Перси Уоллах

### Телевидение
- 2012 — Кинг / King — Алиша Пратта (в эпизоде Alicia Pratta)
- 2013 — Дело Дойлов[англ.] / Republic of Doyle — Сидни Моррисон (в эпизоде Brothers in Arms)
- 2014—2015 — Странная империя[англ.] / Strange Empire — Кэт Лавинг (в 13 эпизодах)
- 2017 — Леттеркенни[англ.] / Letterkenny — Шила (в эпизоде Way to a Man's Heart)
- 2017—2022 — Пространство / The Expanse — Камина Драммер (в 42 эпизодах)
- 2023 — Экстраполяции / Extrapolations — коллега Бекки (в эпизоде 2037: A Raven Story)

### Озвучивание игр
- 2023 — The Expanse: A Telltale Series — Камина Драммер, офицер «Артемиды»